# لورانس إف. كاتس
لورانس إف. كاتس (بالإنجليزية: Lawrence F. Katz) هو اقتصادي أمريكي، ولد في 1959 في آن آربر في الولايات المتحدة.